# 裕南副县
裕南副县（英語：Maludam Sub-District）也称马路当副县，是砂拉越木中省木中县下辖的副县，人口约有6千（2010数据）。

裕南在20世纪80年代就升格为副县，曾下辖于斯里阿曼省，至2002年才下辖于木中省。裕南的地理位置是在鲁巴河口与沙里拨河口之间。县里的居民多数是农民和渔民。

## 教育
裕南副县里有两间小学：裕南坡中华公学（SJK Chung Hua Maludam）和马路当国小（SK Maludam）。

## 旅游及观光
裕南副县里有一座大432平方公里的马路当国家公园，公园地势多为低洼泥炭沼泽地区，主要是保护一些品种数量极少的猴子。当地居民也有提供寄宿家庭服务给旅客。